# بيتر دريسيل
العميد الجوي «بيتر جيمس دريسيل» (من مواليد 24 نوفمبر 1955) ضابط متقاعد سلاح الجو الملكي. وهو حاليًا مدير أمن الطيران في  هيئة الطيران المدني. شغل سابقًا منصب  القائد العام في فوج سلاح الجو الملكي البريطاني ، و موظفًا مدنيًا كبيرًا كمدير للأمن واستمرارية الأعمال في وزارة الداخلية.

## النشأة
ولد دريسيل في 24 نوفمبر 1955 في بريستول ، إنجلترا.في عام 1974 ، بدأ دراسة علم النفس في  جامعة سيتي. تخرج في بكالوريوس العلوم عام 1977.

## العمل العسكري
في 15 سبتمبر 1974 ، كان دريسيل ضابطًا مفوضًا في فوج سلاح الجو الملكي بصفته ضابط طيار بالوكالة. حصل على رقم الخدمة 5202750.رُقي إلى ضابط طيار في 15 يوليو 1977 مع أقدمية في تلك الرتبة من 15 أكتوبر 1975. تمت ترقيته إلى ضابط طيران في 15 يناير 1978 ومنح الأقدمية في تلك الرتبة اعتبارًا من 15 أبريل 1976. تمت ترقيته إلى ملازم طيران في 15 أكتوبر 1980. كجزء من العروض الترويجية نصف السنوية ، تمت ترقيته إلى قائد السرب في 1 يوليو 1988. شغل منصب قائد الضابط لا .48 سرب سلاح الجو الملكي فوج من 1989 إلى 1991.
في عام 1993 ، بدأ دراسة دراسات الحرب في كينجز كوليدج لندن. تخرج ماجستير في الآداب في عام 1994. تمت ترقيته إلى  قائد الجناح في 1 يوليو 1994 كجزء من نصف سنوي العروض الترويجية. بين عامي 1996 و 1997 ، كان ضابط جناح العمليات القائد في سلاح الجو الملكي البريطاني في هونينجتون ‏. شغل منصب ضابط الأركان الشخصي  رئيس الأركان الجوية من 1997 إلى 1998. التحق الكلية الملكية للدراسات الدفاعية ‏ في عام 2003.كجزء من الترقيات نصف السنوية ، تمت ترقيته إلى air كومودور في 1 يوليو 2003. تم تعيينه المارشال ، ورئيس شرطة القوات الجوية الملكية ، و الضابط الجوي الأمن في 27 فبراير 2004.  في عام 2005 ، تم تعيينه في الدور المزدوج المتمثل في القائد العام لفوج سلاح الجو الملكي البريطاني و ضابط شرطة سلاح الجو الملكي البريطاني. تقاعد من سلاح الجو الملكي في أبريل 2007 بعد 32 عامًا من الخدمة.